# Adrian Kin

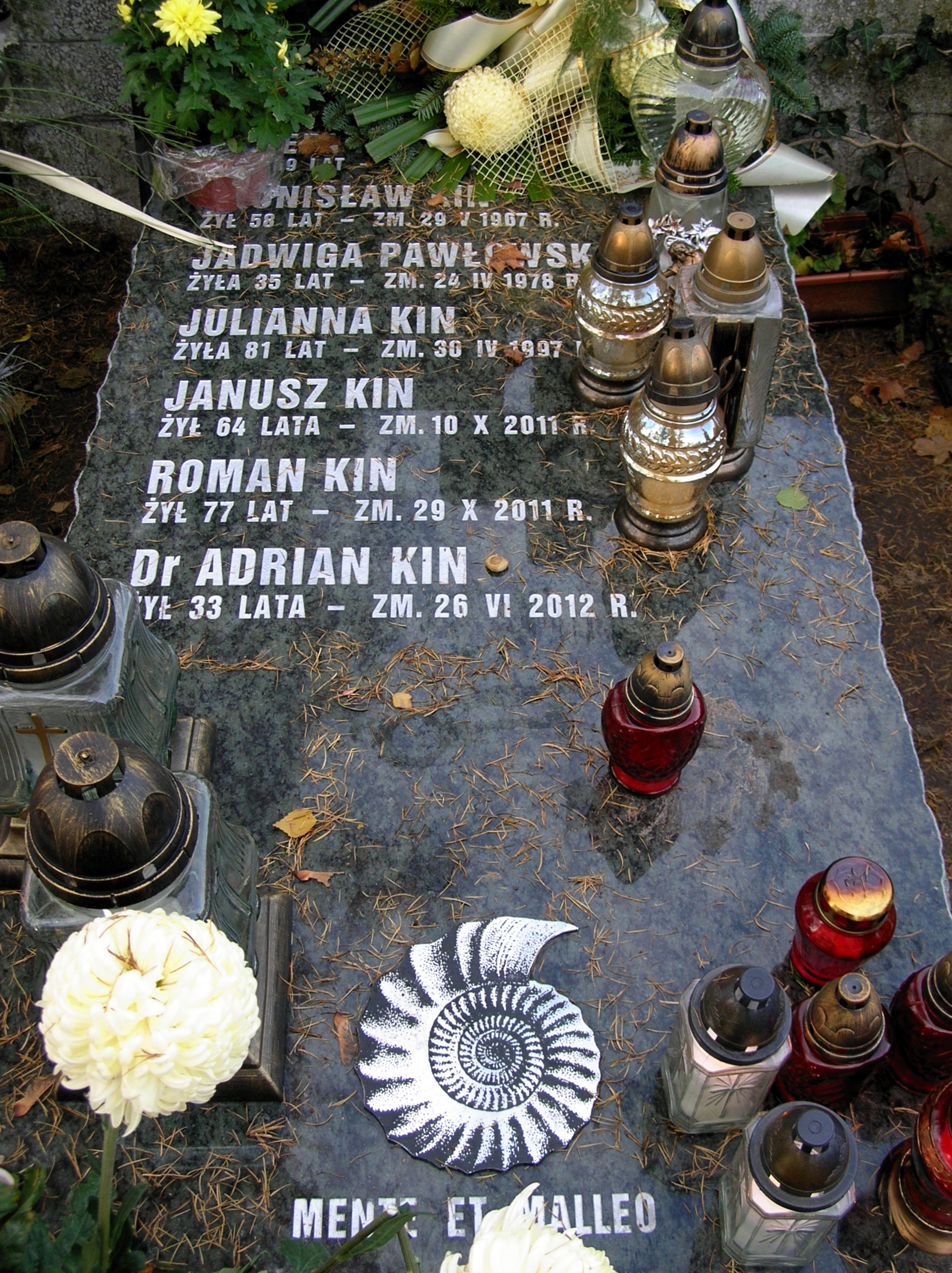
Grób Adriana Kina w Łodzi (Cmentarz św. Anny, kwatera 57, linia 5, grób 4)

Adrian Kin (ur. 12 lutego 1979 w Łodzi, zm. 26 czerwca 2012) – polski paleontolog i geolog, popularyzator nauki, kolekcjoner skamieniałości.

## Życiorys
Tytuł magistra geologii uzyskał w 2005 r. na Uniwersytecie Warszawskim, a doktora w 2011 na Uniwersytecie Jagiellońskim. Twórca i prezes Stowarzyszenia Przyjaciół Nauk o Ziemi Phacops. Autor 12 artykułów naukowych. 
Badania prowadził w zakresie różnych tematów paleontologicznych,  badał amonity kredy, trylobity dewonu, małże kredy  i szkarłupnie mezozoiku. Odkrył bardzo bogate stanowisko skamieniałości z najwyższej jury (tyton) w gminie Sławno w województwie łódzkim, nazywane „polskim Solnhofen”. Jest współkreatorem nowego gatunku kopalnej ważki, który to gatunek po śmierci Kina otrzymał nazwę na jego cześć Eumorbaeschna adriankini. Wspólnie z B. Błażejowskim ustanowił nowy gatunek kopalnego skrzypłocza Limulus darwini z późnej jury z kamieniołomu w Owadowie-Brzezince. 
Adrian Kin stworzył największą w Polsce prywatną kolekcję polskich skamieniałości obejmującą około 50 tys. okazów, zakupioną po jego śmierci przez Państwowy Instytut Geologiczny. Na bazie części tej kolekcji otwarto w Muzeum Geologiczne Państwowego Instytutu Geologicznego - PIB czasową (XII 2013 - VI 2014 r.) wystawę poświęconą dorobkowi Kina.
Został pochowany na cmentarzu rzymskokatolickim pw. św. Anny w Łodzi.